# 내 이름은 브루스 2
《내 이름은 브루스 2》(영어: They Still Call Me Bruce)는 1987년에 개봉한 자니 윤(윤종승)이 출연한 1982년 영화 내 이름은 브루스의 속편이다.

## 출연
- 윤종승 - 브루스
- 데이비드 멘덴홀 - 빌리
- 비터니 라이트 - 폴리
- 칼 벤슨 - 비
- J. 데이빗 뮐러 - 슬림
- 조이 트래볼타 - 로리
- 디나 콘린 - 코니
- 카를로스 콤핀 - 빅터
- 리안 루이스 - 아킴

## 한국판 성우진(SBS)
- 양지운 - 브루스(윤종승)
- 이선호 - 빌리(데이비드 멘덴홀) / 코니(디나 콘린)
- 김새영 - 비(칼 벤슨)
- 윤소라 - 폴리(비터니 라이트)
- 박조호 - 슬림(J. 데이빗 뮐러) / 비의 부하(알렉산더 존스턴) / 사형 집행자(도널드 깁)
- 권혁수 - 맥클린(리 홈즈) / 클럽 남성(빅터 브록) / 심판(존 길레스피)
- 이연희 - 브라운(일마 P. 홀)
- 김익태 - 서장(제임스 멘덴홀) / 심리학자(팻 폴슨)
- 성창수 - 비의 부하(웨인 드하트)
- 김태웅 - 존슨(로버트 기욤) / 샘(딕 카프리) / 바덴터(피터 브라이슨)
- 홍승섭 - 빅터(카를로스 콤핀) / 비의 부하(알렉산더 존스턴)
- 서광재 - 아킴(라안 루이스)
- 오인성 - 로리(조이 트래볼타)